# Nicolaus Philippi Falk
Nicolaus Philippi Falk, död troligen 1638, var cirka 1625 och till sin död kyrkoherde i Övertorneå församling. 

## Biografi
Falk är främst känd genom dokumentationen av den olycka som drabbade honom genom den brand, vilken 1636 förstörde hela prästgården inklusive dess ladugård vari årets skörd jämte hans tionde förvarades. Falk erhöll härför av landshövdingen Stellan Mörner två års betalningsfrihet för sin prästbordstaxa.

### Familj
Falks dotter, Maria[källa behövs] Nilsdotter, äktade Nicolaus Nicolai Ulopolitanus, vilken blev Falks efterträdare som kyrkoherde.